# Joy (hund)
Joy ( russisk: Джой; ca. 1914 - midten af 1920'erne) var en cocker spaniel ejet af Aleksej, tronfølger til Rusland. Zar Nikolaj 2. og hans familie ejede flere kæledyr såsom katte, hunde, et æsel og en ged. Nikolaj og Alexandra Feodorovnas børn havde flere hunde: Ortino, en fransk bulldog, tilhørende storhertuginde Tatiana; Jemmie, en Cavalier King Charles Spaniel, tilhørende storhertuginde Anastasia og Joy, der tilhørte Aleksej. Alexei, født i 1904, var det yngste barn og eneste søn af zaren. Joy, hvis oprindelse er uklar, dukkede op i paladset i 1914 og blev tæt knyttet til Alexei og fulgte ham på forskellige ture og gav trøst under hans kampe med hæmofili. Joys stille natur bidrog sandsynligvis til dennes overlevelse efter Romanov-familiens død i 1918. Efter familiens henrettelse blev Joy opdaget af Den Hvide Hær i Jekaterinburg . Han blev senere adopteret af oberst Pavel Rodzianko, med hvem han flyttede til England efter Den Hvide Hærs nederlag. Joy levede sine sidste år i Windsor på Rodziankos ejendom og døde i midten af 1920'erne. 

## Romanov-familiens hunde
Kejser Nikolaj 2. og kejserinde Alexandra Feodorovnas børn havde flere hunde i løbet af deres levetid. Blandt de mest kendte hunde ejet af Romanov-børnene var:
| Navn   | Race                          | Ejer                     | Oprindelse |
| ------ | ----------------------------- | ------------------------ | --- |
| Ortino | Fransk Bulldog                | Storhertuginde Tatiana   | Under Første Verdenskrig arbejdede zarens døtre på et hospital, og denne lille hund blev foræret til Tatiana af den sårede officer Dmitry Yakovlevich Malama, en stabskaptajn for den russiske kejserlige garde af Hendes Majestæts Regiment. |
| Jemmie | Cavalier King Charles Spaniel | Storhertuginde Anastasia | Hunden var en gave til Anastasia fra Anna Vyrubova, en af zarinaens hofdame. |
| Joy    | Engelsk Cocker Spaniel        | Tsarevich Aleksej        | Joys ophav, og hvordan han kom i Aleksejs besiddelse, er stadig uklar. Joy dukkede op på slottet i 1914. Hans pels var mørkerød med hvide pletter.                                                                                            |

## Liv ved hoffet
Aleksej Nikolaevich, født i 1904, var det yngste barn og kejserens eneste søn.  Joy var Aleksejs yndlingshund og hans konstante følgesvend.  Han fulgte regelmæssigt sin ejer på alle ture, også rejser til søs. I sin dagbog skrev Alexei:  
- 19. august 1916 i Mogilev: "I morges havde jeg 2 lektioner. Skrev til mama inden morgenmad og gik en tur. Spiste morgenmad med alle i teltet. Om eftermiddagen gik vi en tur langs Dnepr-floden. Joy er på hospitalet. Har orme ".
- 5. november 1916: "Siden i går er der ingen smerter. Forblev stadig i sengen. Før morgenmaden skrev til mama. Tilbragte dagen som jeg gjorde i går: spillede havspillet og kort, lyttede til fransk og læste engelsk. Joy er hele tiden hos mig".
- 9. november 1916: "Endelig fik jeg lov til at forlade sengen. Vågnede tidligt og drak kaffe ved et fælles bord. Skrev et brev til mama. Kørte til stationen og tilbage og tog Joy med mig".

Joy blev også taget med til fronten ved hovedkvarteret i Mogilev under Første Verdenskrig, hvor kejseren ofte besøgte sin søn for at øge hærens moral. Da hunden blev efterladt ved Alexander-paladset i Tsarskoje Selo, skrev søstrene til Aleksej: "Joy savner dig rigtig meget." 
Joy var en efterkommer af den legendariske sorte cocker spaniel Dash, den første cocker spaniel bragt fra England til jagt efter anmodning fra storhertug Nicholas Nikolaevich, onkel til Nicholas II.  Hvem der gav Joy til Aleksej og hvornår er uklart. Navnet blev givet af kejserinde Alexandra Feodorovna, dronning Victorias barnebarn, som også havde en stor kærlighed til hunde.  Alexandra skrev i et brev til Aleksej den 31. oktober 1914: "Hvordan har din nye hund det? Han gør dig så glad, at du kan kalde ham Joy ". 
Alexei var meget glad for Joy, et forhold, der var veldokumenteret og almindeligt kendt for den russiske offentlighed. Joy optrådte ofte på officielle fotografier, almindeligvis enten holdt af Aleksej eller siddende ved hans fødder. Blandt sine nære venner på samme alder havde han kun Kolya, søn af lægen Vladimir Derevenko.  Alexei led af hæmofili og kunne ikke lege med andre børn af frygt for, at en bule eller et sår kunne vise sig at være dødelig, så han tilbragte det meste af sin tid med sin hund i haven eller på gåture. De var sjældent adskilt. 

## Eksil og overlevelse
Den kejserlige familie blev arresteret efter februarrevolutionen i 1917, som resulterede i abdikationen af Nikolaj 2 . Om morgenen den 1. august 1917 blev Alexei sammen med sine forældre og søstre sendt fra Alexanderpaladset i eksil i Tobolsk. De tog hundene med. Senere gik hundene sammen med den kongelige familie fra Tobolsk til Ipatiev-huset i Jekaterinburg. Joy tilbragte ofte nætterne i gården. Han blev beskrevet som en ulydig hund, der ofte stak af, men i modsætning til Ortino og Jemmie var han stille og gøede sjældent, hvilket formentlig reddede ham under henrettelsen af kongefamilien. Aleksejs søster Olga Nikolaevna skrev i et brev, at "Joy, Ortino og Jemmie trives. De to første skal smides ud af gården, hvor de hygger sig i skraldegraven og spiser alverdens affald. Joy har mange bekendte i byen, og derfor stikker han altid af."  
Den 17. juli 1918 blev den sidste kejserlige familie i det russiske kejserrige - tidligere zar Nikolaj 2., hans kone Alexandra, deres børn Olga, Tatiana, Maria, Anastasia og Aleksej, sammen med tre tjenere og en læge - henrettet af soldater fra Den Røde Hær i kælderen i Ipatiev-huset i Jekaterinburg.
Mikhail Kabanov, et medlem af Ural Cheka, genfortalte om henrettelsen af den kongelige familie i Ipatiev-huset.  " Chekist Mikhail Medvedev, med det første skud, skød Nicholas II dødeligt. På det tidspunkt affyrede jeg også min Nagant-revolver mod de dømte. Derefter måtte jeg straks gå på loftet, til maskingeværet for at afvise ethvert angreb af fjendtlige styrker mod os med mit maskingeværhold. Da jeg løb op på loftet, så jeg, at lyset var tændt i Mineinstituttet på den anden side af gaden. Skuddene kunne tydeligt høres, samt den høje hylen fra zarens hunde Jeg gik straks ned i henrettelseslokalet og sagde, at skyderiet i byen tydeligt kunne høres, at hylen fra zarens hunde var meget høj, og at i mineinstituttet overfor os var der lys i alle vinduerne. Jeg anbefalede at dræbe menneskene med kolde våben, samt at dræbe to af zarens hunde, der hylede højlydt. Den tredje hund, Joy, blev efterladt uskadt, fordi han ikke hylede. Derefter undersøgte distriktslægen alle de henrettede og bekræftede, at de var alle døde."  Joy var naturligt stille, så han irriterede ikke vagterne. 
Under fjernelsen af ligene fra kælderen i Ipatiev-huset løb Joy ud på gaden og blev taget af en af husets vagter, Mikhail Letemin. Da Den Hvide Hær indtog Jekaterinburg en uge senere, genkendte en af officererne, som kendte zarfamilien, Joy på gaden. Han begyndte at spørge, hvis hund det var, og de pegede på Letemin. Vagten blev anholdt, og han afgav vidneforklaring til efterforskningen.  Joyblev det vigtigste bevis, hvorved plyndreren blev opdaget af efterforskningen af Den Hvide Hær. Under afhøringen af Letemin blev det fundet ud af, at han den 22. juli 1918 tog 79 genstande fra Ipatiev-huset til sit hjem, der tidligere tilhørte den kongelige familie. Han tog arvingen Aleksejs hund, Joy, "af medlidenhed." 

## Senere år

### I England
I England købte Rodzianko straks en ejendom på grænsen til det berømte Windsor Castle og grundlagde en rideskole der. Denne skole var meget populær blandt aristokratiet. Pavel Rodzianko giftede sig også med en ung aristokrat, Anita Leslie, som var 34 år yngre end ham. Hun hjalp ham med at skrive hans erindringer.  Joy levede sine dage i et hus på Clewer Hill Road i Windsor, i et lykkeligt, trygt miljø.  Baronesse Sophie Buxhoeveden skrev i sine erindringer, at "den lille Joy blev passet godt på... og han tilbragte sine sidste år under de mest behagelige forhold." 
Joy døde i Windsor, ikke ved det kongelige hof, men på oberst Rodziankos lille ejendom, Sefton Lawn, hvis park stødte op til den kongelige park. Pavel Rodzianko skrev: "Hver gang jeg passerer min have ved Windsor, tænker jeg på den lille hunds grav i buskene med den ironiske inskription "Her ligger Joy". For mig markerer den lille sten afslutningen på et kejserrige og en måde at leve på." 
I dag er der på gravstedet en parkeringsplads. 